# 485 Genua
A 485 Genua (ideiglenes jelöléssel 1902 HZ) a Naprendszer kisbolygóövében található aszteroida. Luigi Carnera fedezte fel 1902. május 7-én.